# Меч и колдун
«Меч и колдун» — американский кинофильм в жанре фэнтези 1982 года.

## Сюжет
Злодей Кромвелл воскрешает спавшего более 1000 лет на острове на краю света злого колдуна Ксусия и используя его магические способности овладевает королевством Эдан. Он убивает доброго короля Ричарда, но его маленькому сыну Тэлону удаётся спастись. Спустя одиннадцать лет Тэлон возвращается в родное королевство, став сильным и могучим воином. Он собирается объединить людей против тиранического правления Кромвелля и Ксусия.
Конец титров фильма обещал продолжение под названием «Сказки о древней империи», которое было снято лишь в 2010 году.

## В ролях
- Ли Хорсли — Тэлон
- Кэтлин Бэллер — Алана
- Саймон МакКоркиндейл — Мика
- Джордж Махарис — Мачелли
- Ричард Линч — Кромвелл
- Ричард Молл — Ксусия
- Энтони де Лонгис — Родриго
- Рэб Браун — Филлип
- Роберт Тессье — Фердуго